# Lespesia barbatula
Lespesia barbatula är en tvåvingeart som först beskrevs av Wulp 1890.  Lespesia barbatula ingår i släktet Lespesia och familjen parasitflugor. Inga underarter finns listade i Catalogue of Life.